# 1863 Antinous
1863 Antinous là một tiểu hành tinh Apollo và có quỹ đạo cắt ngang sao Hỏa, được phát hiện năm 1948 bởi Carl A. Wirtanen. Nó được đặt theo tên Antinous trong thần thoại Hy Lạp.